# Kiesarrondissement Mechelen-Turnhout
Het kiesarrondissement Mechelen-Turnhout werd opgericht bij de kieshervorming van 1993, waarin onder meer de kiesverrichtingen voor Kamer en Senaat werden herzien. Later werd bij decreet van de Vlaamse regering in 2011 beslist ook voor de provincieraadsverkiezingen de kieskringen uit te breiden om een meer representatieve verdeling te krijgen over de deelnemende politieke partijen.

## Structuur
Het kiesarrondissement Mechelen-Turnhout maakt deel uit van de provincie Antwerpen en omvat de arrondissementen Mechelen en Turnhout.
Het is opgesplitst in vier provinciedistricten: Mechelen, Lier, Turnhout en Herentals.
| Mechelen-Turnhout | Mechelen-Turnhout | Supranationaal         | Nationaal                         | Nationaal           | Gemeenschap         | Gewest              | Provincie           | Arrondissement    | Provinciedistrict                     | Kanton            | Gemeente        |
| ----------------- | ----------------- | ---------------------- | --------------------------------- | ------------------- | ------------------- | ------------------- | ------------------- | ----------------- | ------------------------------------- | ----------------- | --------------- |
| Administratief    | Niveau            | Europese Unie          | België                            | België              | Vlaanderen          | Vlaanderen          | Antwerpen           | Mechelen Turnhout | Mechelen Turnhout                     | Mechelen Turnhout | 40              |
| Administratief    | Bestuur           | Europese Commissie     | Belgische regering                | Belgische regering  | Vlaamse regering    | Vlaamse regering    | Deputatie           | Deputatie         | Deputatie                             | Deputatie         | Gemeentebestuur |
| Administratief    | Raad              | Europees Parlement     | Kamer van volksvertegenwoordigers | Vlaams Parlement    | Vlaams Parlement    | Vlaams Parlement    | Provincieraad       | Provincieraad     | Provincieraad                         | Provincieraad     | Gemeenteraad    |
| Kiesomschrijving  | Kiesomschrijving  | Nederlands Kiescollege | Kieskring Antwerpen               | Kieskring Antwerpen | Kieskring Antwerpen | Kieskring Antwerpen | Kieskring Antwerpen | Mechelen-Turnhout | Lier, Mechelen, Herentals en Turnhout | 11                | 40              |
| Verkiezing        | Verkiezing        | Europese               | Federale                          | Federale            | Vlaamse             | Vlaamse             | Provincieraads-     | Provincieraads-   | Provincieraads-                       | Provincieraads-   | Gemeenteraads-  |

## Verkiezingsresultaten

### Provinciale Verkiezingen
Voor de provincieraadsverkiezingen van 2012 werden aan dit kiesarrondissement 31 zetels toegewezen van de 72 die in deze provincie beschikbaar zijn. Voorheen waren dat er 23 voor het arrondissement Mechelen en 13 voor het arrondissement Turnhout van de 84 voor de hele provincie.

### Vlaamse Verkiezingen

#### Vlaams Parlement
In 1995 werden voor de eerste maal rechtstreekse verkiezingen uitgeschreven voor het Vlaams Parlement. De zetels werden toegekend op het niveau van het kiesarrondissement. Vanaf 2003 werden de Vlaamse verkiezingen gehouden op niveau van de kieskring Antwerpen (zie daar).
| Partij of kartel    | Partij of kartel    | 1995  | 1995  | 1999   | 1999  |
| % Stemmen \| Zetels | % Stemmen \| Zetels | %     | 14    | %      | 14    |
| ------------------- | ------------------- | ----- | ----- | ------ | ----- |
|                     | CVP                 | 31,76 | 5     | 25,74  | 4     |
|                     | VLD                 | 16,22 | 2     | 18,69  | 3     |
|                     | SP                  | 17,90 | 2     | 12,46  | 2     |
|                     | VU1 / VU&ID2        | 8,461 | 1     | 11,472 | 2     |
|                     | PVDA-AE             | 0,52  | 0     | 0,55   | 0     |
|                     | Vlaams Blok         | 13,28 | 3     | 16,24  | 2     |
|                     | Agalev              | 7,89  | 1     | 12,06  | 1     |
|                     | W.O.W.*             | 1,03  | 0     | 0,56   | 0     |
|                     | Vivant              | -     |       | 1,70   | 0     |
|                     | BANAAN              | 0,98  | 0     | -      |       |
|                     | Anderen(*)          | 1,98  |       | 0,52   |       |
| Opkomst             | Opkomst             | 93,83 | 93,83 | 93,02  | 93,02 |
| Blanco/ongeldig     | Blanco/ongeldig     | 7,42  | 7,42  | 5,30   | 5,30  |

 (*) 1995: WOW**  (0,71%), HOERA (0,55%), BEB (0,23%), VVP (0,22%), NWP (0,11%), D (0,16%) / 1999: PNPb (0,26%), UDDU (0,26%)

(**) Bij de verkiezingen van 1995 waren er twee lijsten met de afkorting WOW
Verkozenen 1995:
- Luc Van den Brande (CVP)
- Jef Van Looy (CVP)
- Freddy Sarens (CVP)
- Hugo Van Rompaey (CVP)
- Leo Cannaerts (CVP)

- Lydia Maximus (SP)
- Jef Sleeckx (SP)
- Marleen Vanderpoorten (VLD)
- Arnold Van Aperen (VLD)
- Jos Geysels (Agalev)

- Kris Van Dijck (VU)
- Frank Creyelman (Vl.Blok)
- Luk Van Nieuwenhuysen (Vl.Blok)
- Pieter Huybrechts (Vl.Blok)

Luc Van den Brande werd opgevolgd door Herman Candries (CVP)

Herman Candries werd opgevolgd door Kathleen Helsen (CVP)

Lydia Maximus werd opgevolgd door Marc De Laet (SP)
Verkozenen 1999:
- Luc Van den Brande (CVP)
- Freddy Sarens (CVP)
- Jef Van Looy (CVP)
- Ingrid Van Kessel (CVP)
- Jos Geysels (Agalev)

- Lucien Suykens (SP)
- Jan Van Duppen (SP)
- Frans De Cock (VLD)
- Cis Schepens (VLD)
- Peter Gysbrechts (VLD)

- Kris Van Dijck (VU-ID)
- Margriet Hermans (VU-ID)
- Luk Van Nieuwenhuysen (Vl.Blok)
- Pieter Huybrechts (Vl.Blok)

### Federale Verkiezingen

#### Kamer van volksvertegenwoordigers
Tot en met 1991 werden voor de Federale Kamer zetels toegekend op het niveau van het arrondissement. De resultaten tot 1991 zijn dan ook opgesplitst over de twee arrondissementen Mechelen en Turnhout. Voor de resultaten van 1995 en 1999 geldt dat tengevolge de kieshervorming van 1993 beide arrondissementen werden samengevoegd tot het kiesarrondissement Mechelen-Turnhout. Vanaf 2003 werden de federale en Vlaamse verkiezingen gehouden op niveau van de kieskring Antwerpen (zie daar).
| Partij of kartel    | Partij of kartel    | 1995  | 1995  | 1999   | 1999  |
| % Stemmen \| Zetels | % Stemmen \| Zetels | %     | 10    | %      | 10    |
| ------------------- | ------------------- | ----- | ----- | ------ | ----- |
|                     | CVP                 | 32,93 | 4     | 24,62  | 3     |
|                     | VLD                 | 16,06 | 1     | 19,18  | 2     |
|                     | SP                  | 17,77 | 3     | 13,82  | 1     |
|                     | VU1 / VU&ID2        | 7,561 | 0     | 11,212 | 1     |
|                     | PVDA-AE             | 0,54  | 0     | 0,55   | 0     |
|                     | Vlaams Blok         | 13,38 | 1     | 16,24  | 2     |
|                     | Agalev              | 7,95  | 1     | 11,68  | 1     |
|                     | Vivant              | -     |       | 1,82   | 0     |
|                     | BANAAN              | 1,22  | 0     | -      |       |
|                     | Anderen(*)          | 1,80  |       | 0,88   |       |
| Opkomst             | Opkomst             | 93,84 | 93,84 | 93,02  | 93,02 |
| Blanco/ongeldig     | Blanco/ongeldig     | 7,53  | 7,53  | 5,31   | 5,31  |

 (*)1995: W.O.W.  (0,99%), B.E.B.  (0,26%), VVP (0,25%), D (0,18%), N.W.P.  (0,12%) / 1999: W.O.W.  (0,59%), PNPb  (0,29%) 
Verkozenen 1995:
- Jos Dupré (CVP)
- Jozef Van Eetvelt (CVP)
- Ingrid Van Kessel (CVP)
- Servais Verherstraeten (CVP)

- Rony Cuyt (SP)
- Jan Peeters (SP)
- Lucien Suykens (SP)

- Willy Taelman (VLD)
- Joos Wauters (Agalev)
- John Spinnewyn (Vl.Blok)

Jos Dupré werd opgevolgd door Wim Vermeulen (CVP)

Jan Peeters werd opgevolgd door Raymond Janssens (SP)
Verkozenen 1999:
- Jozef Van Eetvelt (CVP)
- Servais Verherstraeten (CVP)
- Marcel Hendrickx (CVP)
- Jan Peeters (SP)

- Bart Somers (VLD)
- Arnold Van Aperen (VLD)
- Joos Wauters (Agalev)

- Els Van Weert (VU-ID)
- John Spinnewyn (Vl.Blok)
- Jan Mortelmans (Vl.Blok)

#### Senaat
Tot en met 1991 werden voor de Senaat zetels toegekend op het niveau van het arrondissement. Voor de resultaten van 1900 tot 1991 geldt dat tengevolge de kieshervorming van 1900 de arrondissementen  Mechelen en Turnhout werden samengevoegd tot het kiesarrondissement Mechelen-Turnhout. Vanaf 1991 gebeurde de toekenning van de zetels op het niveau van het kiescollege, de uitslagen werden vanaf dan vrijgegeven op het niveau van de provincie (zie kieskring Antwerpen).
| Partij of kartel    | Partij of kartel    | 1936   | 1936  | 1939   | 1939  | 1946   | 1946  | 1949 | 1949 | 1950   | 1950  | 1954   | 1954  | 1958   | 1958  | 1961   | 1961 | 1965  | 1965  |
| % Stemmen \| Zetels | % Stemmen \| Zetels | %      | 6     | %      | 6     | %      | 6     | %    | 6    | %      | 6     | %      | 6     | %      | 6     | %      | 6    | %     | 6     |
| ------------------- | ------------------- | ------ | ----- | ------ | ----- | ------ | ----- | ---- | ---- | ------ | ----- | ------ | ----- | ------ | ----- | ------ | ---- | ----- | ----- |
|                     | Kath. Verb.1 / CVP2 | 45,721 | 3     | 45,021 | 3     | 64,072 | 5     | ?2   | 4    | 67,742 | 5     | 60,202 | 4     | 65,772 | 4     | 59,982 | 4    | ?2    | 4     |
|                     | Lib. Partij1 / PVV2 | 8,441  | 0     | 7,321  | 1     | 5,201  | 0     | ?1   | 1    | 5,381  | 0     | 5,471  | 0     | 5,261  | 0     | 6,702  | 0    | ?2    | 1     |
|                     | BWP1 / SP2 / BSP3   | 27,121 | 2     | 25,771 | 1     | 27,342 | 1     | ?2   | 1    | 25,742 | 1     | 28,633 | 2     | 26,583 | 2     | 27,693 | 2    | ?3    | 2     |
|                     | Communist1 / KPB2   | -      |       | 1,011  | 0     | 2,542  | 0     | ?2   | 0    | 1,152  | 0     | 0,572  | 0     | -      |       | 0,632  | 0    | ?2    | 0     |
|                     | VC1 / Volksunie2    | -      |       | -      |       | -      |       | ?1   | 0    | -      |       | 5,122  |       | 2,392  | 0     | 4,992  | 0    | ?2    | 0     |
|                     | VNB1 / VNV2         | 14,621 | 1     | 18,492 | 1     | -      |       | -    |      | -      |       | -      |       | -      |       | -      |      | -     |       |
|                     | Rex                 | 4,10   | 0     | 1,08   | 0     | -      |       | -    |      | -      |       | -      |       | -      |       | -      |      | -     |       |
|                     | Anderen(*)          | -      |       | 1,31   | 0     | -      |       | -    |      | -      |       | -      |       | -      |       | -      |      | ?     | 0     |
| Opkomst             | Opkomst             | 95,25  | 95,25 |        |       | 94,53  | 94,53 |      |      | 94,46  | 94,46 | 94,30  | 94,30 | 95,38  | 95,38 |        |      | 93,64 | 93,64 |
| Blanco/ongeldig     | Blanco/ongeldig     | 10,02  | 10,02 | 10,10  | 10,10 | 4,89   | 4,89  |      |      | 6,04   | 6,04  | 6,61   | 6,61  | 5,04   | 5,04  | 6,13   | 6,13 |       |       |

(*) 1939: Onafh. (1,31%) / 1965: NPZ (?%)
| Partij of kartel    | Partij of kartel            | 1968   | 1968  | 1971   | 1971  | 1974   | 1974  | 1977   | 1977 | 1978   | 1978  | 1981   | 1981  | 1985   | 1985  | 1987   | 1987  | 1991   | 1991  |
| % Stemmen \| Zetels | % Stemmen \| Zetels         | %      | 7     | %      | 7     | %      | 7     | %      | 7    | %      | 7     | %      | 7     | %      | 7     | %      | 7     | %      | 7     |
| ------------------- | --------------------------- | ------ | ----- | ------ | ----- | ------ | ----- | ------ | ---- | ------ | ----- | ------ | ----- | ------ | ----- | ------ | ----- | ------ | ----- |
|                     | CVP                         | 47,09  | 3     | 45,02  | 3     | 46,8   | 4     | 50,61  | 4    | 50,17  | 4     | 36,21  | 3     | 39,99  | 4     | 36,95  | 4     | 31,26  | 3     |
|                     | PVV                         | 11,18  | 1     | 12,59  | 1     | 12,51  | 1     | 10,90  | 1    | 14,69  | 1     | 18,89  | 1     | 13,73  | 1     | 14,44  | 1     | 14,92  | 2     |
|                     | BSP1 / SP2                  | 25,491 | 2     | 21,431 | 1     | 20,551 | 1     | 20,871 | 1    | 19,831 | 1     | 19,592 | 1     | 21,492 | 1     | 21,962 | 1     | 17,322 | 1     |
|                     | VU                          | 15,23  | 1     | 18,68  | 2     | 17,56  | 1     | 15,79  | 1    | 10,50  | 1     | 15,28  | 2     | 12,32  | 1     | 12,07  | 1     | 8,42   | 0     |
|                     | AMADA-TPO1 / AMADA2 / PVDA3 | -      |       | -      |       | -      |       | 0,611  | 0    | 1,062  | 0     | 1,373  | 0     | 1,173  | 0     | 1,133  | 0     | 0,583  | 0     |
|                     | Vlaams Blok                 | -      |       | -      |       | -      |       | -      |      | 1,74   | 0     | 1,95   | 0     | 2,64   | 0     | 3,63   | 0     | 11,87  | 1     |
|                     | AGALEV                      | -      |       | -      |       | -      |       | -      |      | -      |       | 4,49   | 0     | 7,66   | 0     | 8,87   | 0     | 8,72   | 0     |
|                     | SAP1 / REGEBO2              | -      |       | -      |       | -      |       | -      |      | -      |       | -      |       | 0,391  | 0     | 0,571  | 0     | 0,482  | 0     |
|                     | ROSSEM                      | -      |       | -      |       | -      |       | -      |      | -      |       | -      |       | -      |       | -      |       | 6,44   | 0     |
|                     | KP1 / KPB2                  | 1,001  | 0     | 0,962  | 0     | 1,752  | 0     | 1,022  | 0    | 1,682  | 0     | 1,072  | 0     | 0,372  | 0     | 0,392  | 0     | -      |       |
|                     | RAD                         | -      |       | -      |       | -      |       | -      |      | 0,33   | 0     | 0,98   | 0     | 0,25   | 0     | -      |       | -      |       |
|                     | Anderen(*)                  | -      |       | 0,96-  | 0     | 0,83   | 0     | 0,19   | 0    | -      |       | 0,18   | 0     | -      |       | -      |       | -      |       |
| Opkomst             | Opkomst                     | 92,37  | 92,37 | 94,74  | 94,74 | 93,78  | 93,78 | -      | -    | 96,43  | 96,43 | 96,18  | 96,18 | 95,67  | 95,67 | 95,68  | 95,68 | 95,19  | 95,19 |
| Blanco/ongeldig     | Blanco/ongeldig             | 9,57   | 9,57  | 10,61  | 10,61 | 10,14  | 10,14 | 7,62   | 7,62 | 8,99   | 8,99  | 8,85   | 8,85  | 8,56   | 8,56  | 7,63   | 7,63  | 7,39   | 7,39  |

(*) 1971: LVV (0,96%) / 1974: PMO (0,83%) / 1977: RW (0,19%)  / 1981: PKS (0,18%)
Verkozenen 1900:
- Joseph d'Ursel (Kath.)
- Henri de Merode (Kath.)

- Raymond de Meester de Betzenbroeck (Kath.)
- Ernest Bergmann (Lib.)

Joseph d'Ursel werd opgevolgd door René van de Werve (Kath.)
Verkozenen 1904:
- Henri de Merode (Kath.)
- René van de Werve (Kath.)

- Raymond de Meester de Betzenbroeck (Kath.)
- Ernest Bergmann (Lib.)

Raymond de Meester de Betzenbroeck werd opgevolgd door Charles Cools (Kath.)
Verkozenen 1908:
- Henri de Merode (Kath.)
- René van de Werve (Kath.)

- Charles Cools (Kath.)
- Ernest Bergmann (Lib.)

Henri de Merode werd opgevolgd door Jules Wittman (Kath.)

René van de Werve werd opgevolgd door Paul van Reynegom de Buzet (Kath.)
Verkozenen 1912:
- Charles Cools (Kath.)
- Jules Wittman (Kath.)
- Paul van Reynegom de Buzet (Kath.)

- Auguste Naets (Kath.)
- Ernest Bergmann (Lib.)

Jules Wittman werd opgevolgd door François Empain (Kath.)
Verkozenen 1919:
- Charles Cools (Kath.)
- Paul van Reynegom de Buzet (Kath.)
- François du Four (Kath.)

- François Empain (Kath.)
- Ernest Bergmann (Lib.)

François Empain werd opgevolgd door Charles Lefebvre (Kath.)
Verkozenen 1921:
- Paul van Reynegom de Buzet (Kath. Verb.)
- Charles Lefebvre (Kath. Verb.)
- François du Four (Kath. Verb.)

- Jacques Daems (BWP)
- Joseph Van Roosbroeck (BWP)

Verkozenen 1925:
- François du Four (Kath. Verb.)
- Jozef De Ley (Kath. Verb.)
- Anatole de Cock de Rameyen (Kath. Verb.)

- Jacques Daems (BWP)
- Joseph Van Roosbroeck (BWP)

Verkozenen 1929:
- François du Four (Kath. Verb.)
- Karel Dessain (Kath. Verb.)
- Gustave Jansen (Lib.)

- Joseph Van Roosbroeck (BWP)
- Edmond Van Dieren (Vl.front)

Verkozenen 1932:
- François du Four (Kath. Verb.)
- Karel Dessain (Kath. Verb.)
- Alfons Verbist (Kath. Verb.)

- Joseph Van Roosbroeck (BWP)
- Jan Breugelmans (BWP)

Verkozenen 1936:
- Karel Dessain (Kath. Verb.)
- Alfons Verbist (Kath. Verb.)
- August De Boodt (Kath. Verb.)

- Joseph Van Roosbroeck (BWP)
- Jan Breugelmans (BWP)
- Edmond Van Dieren (VNV)

Verkozenen 1939:
- August De Boodt (Kath. Verb.)
- Joseph Van Cauwenbergh (Kath. Verb.)
- Edmond Leysen (Kath. Verb.)

- Joseph Van Roosbroeck (BWP)
- Petrus Liénard (Lib.)
- Edmond Van Dieren (VNV)

Verkozenen 1946:
- August De Boodt (CVP)
- Edmond Leysen (CVP)
- Jozef Van In (CVP)

- Alexander Jansegers (CVP)
- Maurice Steyaert (CVP)
- Joseph Van Roosbroeck (BSP)

Verkozenen 1949:
- August De Boodt (CVP)
- Edmond Leysen (CVP)
- Jozef Van In (CVP)

- Paul Van Roosbroeck (CVP)
- Urbain Muyldermans (Lib.)
- Jozef Verbert (BSP)

Verkozenen 1950:
- August De Boodt (CVP)
- Edmond Leysen (CVP)
- Jozef Van In (CVP)

- Paul Van Roosbroeck (CVP)
- Petrus Klockaerts (CVP)
- Jozef Verbert (BSP)

Paul Van Roosbroeck werd opgevolgd door Gabrielle Cools-Tambuyser (CVP)
Verkozenen 1954:
- August De Boodt (CVP)
- Edmond Leysen (CVP)
- Jozef Van In (CVP)

- Alfons Buts (CVP)
- Jozef Verbert (BSP)
- Augustinus Joosten (BSP)

Jozef Verbert werd opgevolgd door Frans Houben (CVP)
Verkozenen 1958:
- August De Boodt (CVP)
- Edmond Leysen (CVP)
- Jozef Van In (CVP)

- Alfons Buts (CVP)
- Frans Houben (BSP)
- Jan Roelants (BSP)

Verkozenen 1961:
- August De Boodt (CVP)
- Edmond Leysen (CVP)
- Jozef Van In (CVP)

- Alfons Buts (CVP)
- Frans Houben (BSP)
- Jan Roelants (BSP)

Verkozenen 1965:
- August De Boodt (CVP)
- Jozef Van In (CVP)
- Henri Van Doninck (CVP)
- Constant De Clercq (CVP)

- Frans Houben (BSP)
- Jan Roelants (BSP)
- Herman Vanderpoorten (PVV)

Verkozenen 1968:
- Jozef Van In (CVP)
- Henri Van Doninck (CVP)
- Joris Verhaegen (CVP)
- Herman Vanderpoorten (PVV)

- Jan Roelants (BSP)
- Jef Ramaekers (BSP)
- Wim Jorissen (VU)

Verkozenen 1971:
- Henri Van Doninck (CVP)
- Joris Verhaegen (CVP)
- Constant De Clercq (CVP)
- Paul De Clercq (PVV)

- Jef Ramaekers (BSP)
- Wim Jorissen (VU)
- Carlo Van Elsen (VU)

Verkozenen 1974:
- Joris Verhaegen (CVP)
- Constant De Clercq (CVP)
- Jos De Seranno (CVP)
- Alfons Verbist (CVP)

- Jef Ramaekers (BSP)
- Herman Vanderpoorten (PVV)
- Wim Jorissen (VU)

Verkozenen 1977:
- Joris Verhaegen (CVP)
- Constant De Clercq (CVP)
- Jos De Seranno (CVP)
- Alfons Verbist (CVP)

- Jos Houben (BSP)
- Paul De Clercq (PVV)
- Wim Jorissen (VU)

Verkozenen 1978:
- Joris Verhaegen (CVP)
- Constant De Clercq (CVP)
- Jos De Seranno (CVP)
- Alfons Verbist (CVP)

- Jos Houben (BSP)
- Herman Vanderpoorten (PVV)
- Wim Jorissen (VU)

Verkozenen 1981:
- Constant De Clercq (CVP)
- Jos De Seranno (CVP)
- Bob Van Rompaey (CVP)
- Jos Houben (SP)

- Herman Vanderpoorten (PVV)
- Wim Jorissen (VU)
- Jozef Thys (VU)

Wim Jorissen werd opgevolgd door Hugo Draulans (VU)

Herman Vanderpoorten werd opgevolgd door Maurice Vanhoutte (PVV)
Verkozenen 1985:
- Constant De Clercq (CVP)
- Jos De Seranno (CVP)
- Bob Van Rompaey (CVP)
- Victor Van Eetvelt (CVP)

- Hugo Adriaensens (SP)
- Maurice Vanhoutte (PVV)
- Walter Luyten (VU)

Verkozenen 1987:
- Jos De Seranno (CVP)
- Bob Van Rompaey (CVP)
- Jozef Van Eetvelt (CVP)
- Guido Verhaegen (CVP)

- Hugo Adriaensens (SP)
- Arnold Van Aperen (PVV)
- Walter Luyten (VU)

Hugo Adriaensens werd opgevolgd door Lydia Maximus (SP)
Verkozenen 1991:
- Jos De Seranno (CVP)
- Bob Van Rompaey (CVP)
- Luc Van den Brande (CVP)
- Lydia Maximus (SP)

- Arnold Van Aperen (PVV)
- Amelia Gijsbrechts-Horckmans (PVV)
- Roger Bosman (Vl.Blok)